# Glenn L. Martin Company

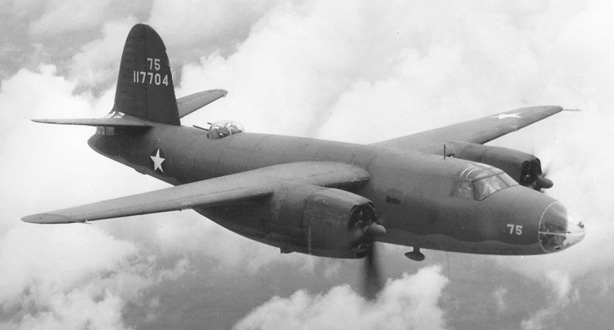
Il B-26 Marauder, bombardiere prodotto dalla Martin durante la seconda guerra mondiale.

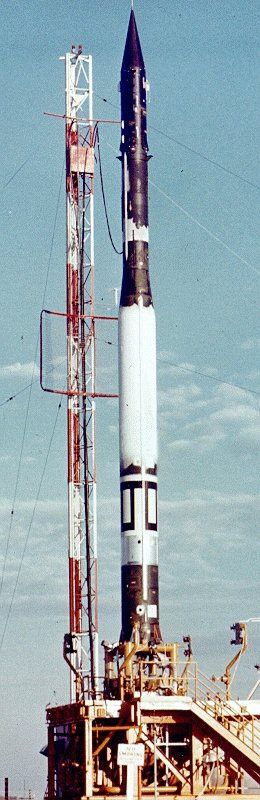
Il razzo Vanguard, disegnato e costruito dalla Martin per il Progetto Vanguard.

La Glenn L. Martin Company è stata una compagnia aeronautica statunitense, fondata dal pioniere dell'aviazione Glenn Luther Martin. La ditta, fusasi più volte, è parte della Lockheed Martin.

## Storia
La Glenn L. Martin Company fu fondata il 16 agosto 1912. La Martin cominciò a costruire addestratori militari a Santa Ana, California, e nel 1916 si fuse con la Wright Company, creando la Wright-Martin Aircraft Company nel settembre dello stesso anno.  Le cose però non andarono bene, e così la Martin uscì dalla società e ricreò una seconda Glenn L. Martin Company il 10 settembre 1917, questa volta con sede a Cleveland (Ohio).

### Prima guerra mondiale
Il primo grande successo della Martin fu il bombardiere MB-1, progettato durante la prima guerra mondiale, che era un grande biplano ordinato dallo US Army il 17 gennaio 1918. L'MB-1 entrò in servizio dopo la fine delle ostilità, ma un altro progetto, il MB-2, ebbe anch'esso successo e 20 esemplari furono ordinati dall'Air Service, i primi 5 con la designazione aziendale, e gli altri 15 con la designazione di NBS-1 (Night Bomber, Short range - bombardiere notturno a corto raggio). Sebbene il Dipartimento della Guerra ne avesse ordinati altri 110, esso ritenne di possedere i diritti del progetto del velivolo e ne mise all'asta la produzione. Sfortunatamente per la Martin, l'asta fu vinta dalla Curtiss (50 velivoli prodotti), dalla L.W.F. Engineering (35), e dalla Aeromarine (25). Questo fu l'unico bombardiere standard utilizzato dall'Air Service fino al 1930 e fu utilizzato da sette squadroni di Air Service ed Air Corps: 4 in Virginia, 2 nelle Hawaii e 1 nelle Filippine.
Nel 1924, la Martin vinse l'asta per la produzione del bombardiere SC-1 progettato dalla Curtiss e ne produsse 404 esemplari.  Nel 1929, la Martin vendette l'impianto di produzione di Cleveland e ne costruì uno nuovo a Middle River (Maryland), a nord-est di Baltimora.
Negli anni trenta, la Martin costruì idrovolanti flying boats for the U.S. Navy, e l'innovativo bombardiere B-10 per lo US Army. Produsse anche il famoso idrovolante "China Clipper" utilizzato dalle Pan American Airways sulla rotta San Francisco-Manila.

### Seconda guerra mondiale
Durante la seconda guerra mondiale, i maggiori successi della Martin furono i bombardieri B-26 Marauder e A-22 Maryland, gli idrovolanti PBM Mariner e JRM Mars usati soprattutto per il soccorso aria-mare, la guerra anti-sommergibile e il trasporto.
La compagnia costruì anche 531 B-29 Superfortress e 1 585 B-26 nella fabbrica ad Omaha presso Offutt Field (poi conosciuto come Offutt Air Force Base).  Tra questi B-29, c'erano anche Enola Gay e Bockscar, che sganciarono le prime bombe atomiche su Hiroshima e Nagasaki.

### Dopoguerra
Nel dopoguerra la Martin progettò i prototipi privi di successo XB-48 e XB-51, il bombardiere notturno B-57 Canberra, gli idrovolanti P5M Marlin e P6M SeaMaster, e l'aereo di linea bimotore Martin 4-0-4.
La Martin produsse il Vanguard, che fu utilizzato dal programma spaziale statunitense come uno dei suoi primi veicoli di lancio nell'ambito del Progetto Vanguard; il Vanguard fu il primo razzo USA progettato fin dall'inizio per lanciare veicoli in orbita. La Martin inoltre progettò il missile balistico intercontinentale LGM-25C Titan II.
La Martin si fuse con l'American-Marietta Corporation nel 1961 per formare la Martin Marietta Corporation, che infine si fuse a sua volta con la Lockheed Corporation nel 1995 per formare la Lockheed Martin.

## Eredità
La Martin Company diede lavoro a molti dei fondatori e degli ingegneri capi dell'industria aerospaziale USA come Dandridge M. Cole, Donald Douglas, Lawrence Bell, James S. McDonnell, J.H. "Dutch" Kindleberger (North American Aviation), Hans Multhopp, e C.A. Van Dusen (Brewster Aeronautical Corporation). La Martin insegnò a volare e vendette il suo primo aereo a William Boeing.

## Velivoli prodotti
- Aerei da addestramento
  - Martin T
  - Martin S
- Aerei da attacco al suolo
  - Martin T3M
  - Martin T4M
  - Martin BM
  - Martin AM Mauler
- Bombardieri
  - Martin MB
  - Martin B-10
  - Martin XB-16
  - Martin 167 Maryland
  - Martin 187 Baltimore
  - Martin B-26 Marauder
  - Martin XB-33 Super Marauder
  - Martin XB-48
  - Martin XB-51
  - Martin B-57 Canberra
  - Martin Model 146
  - Martin Model 316 (XB-68)
- Idrovolanti militari
  - Martin PM
  - Martin P3M
  - Martin PBM Mariner
  - Martin P4M Mercator
  - Martin P5M Marlin
  - Martin P6M SeaMaster
  - Martin P7M SubMaster
  - Martin JRM Mars
- Aerei di linea
  - Martin M-130 "China Clipper"
  - Martin M-156
  - Martin 2-0-2
  - Martin 4-0-4
- Motori aeronautici
  - Martin 333